# USS Fanshaw Bay (CVE-70)
USS Fanshaw Bay (CVE-70) là một tàu sân bay hộ tống lớp Casablanca được Hải quân Hoa Kỳ chế tạo trong Chiến tranh Thế giới thứ hai. Nó đã hoạt động cho đến hết Thế Chiến II, xuất biên chế năm 1946 và bị bán để tháo dỡ năm 1959. Nó được tặng thưởng danh hiệu Đơn vị Tuyên dương Tổng thống cùng năm Ngôi sao Chiến trận do thành tích phục vụ trong Thế Chiến II.

## Thiết kế và chế tạo
Fanshaw Bay được đặt lườn tại Xưởng tàu Vancouver của hãng Kaiser Company, Inc. ở Vancouver, Washington vào ngày 18 tháng 5 năm 1943. Nó được hạ thủy vào ngày 1 tháng 11 năm 1943; được đỡ đầu bởi bà J. L. Kenworthy, Jr.; và nhập biên chế vào ngày 9 tháng 12 năm 1943 dưới quyền chỉ huy của Hạm trưởng, Đại tá Hải quân Douglass P. Johnson.

## Lịch sử hoạt động
Fanshaw Bay khởi hành từ San Diego, California vào ngày 6 tháng 4 năm 1944 trong vai trò soái hạm của Chuẩn đô đốc Gerald F. Bogan, Tư lệnh Đội tàu sân bay 25, và đi đến Majuro vào ngày 20 tháng 4. Sau mười ngày tuần tra phòng không và chống tàu ngầm tại khu vực phụ cận Majuro, nó quay trở về Trân Châu Cảng để tiếp liệu và huấn luyện. Nó lên đường đi Eniwetok vào ngày 29 tháng 5, tiến hành những chuẩn bị cuối cùng cho cuộc tấn công lên Saipan, rồi lên đường vào ngày 11 tháng 6.
Hoạt động ở vị trí khoảng 30 mi (48 km) về phía Đông Saipan, Fanshaw Bay tung ra các chuyến tuần tra chống tàu ngầm, tuần tra chiến đấu trên không và trinh sát hình ảnh, cũng như các cuộc không kích xuống các vị trí của quân Nhật để dọn đường cho cuộc tấn công vào ngày 15 tháng 6. Trong một cuộc không kích phản công của năm máy bay đối phương vào ngày hôm đó, chiếc tàu sân bay đã cơ động né tránh được một quả ngư lôi phóng từ máy bay. Tuy nhiên hai ngày sau đó, trong một đợt tấn công lộn xộn từ nhiều phía với sự tham gia của khoảng 70 máy bay Nhật Bản, sau khi hỏa lực phòng không và máy bay tuần tra đã bắn hạ nhiều kẻ tấn công, Fanshaw Bay trúng một quả bom xuyên qua thang nâng máy bay phía sau và phát nổ bên trong sàn hầm chứa máy bay. Vụ nổ khiến 14 người thiệt mạng và 23 người khác bị thương, gây ra đám cháy lớn, làm ngập nhiều khoang phía đuôi tàu. Trong vòng một giờ, các hư hại được kiểm soát, nhưng con tàu bị nghiêng 3° sang mạn trái và bị chìm 6 ft (1,8 m) phía đuôi tàu. Nó chuyển Chuẩn đô đốc Bogan sang một tàu khu trục rồi lên đường quay về Trân Châu Cảng để sửa chữa.
Sau khi hoàn tất, Fanshaw Bay đi đến Manus vào ngày 28 tháng 8 để huấn luyện nhằm chuẩn bị cho cuộc đổ bộ lên Morotai. Nó khởi hành vào ngày 10 tháng 9 cùng Chuẩn đô đốc Clifton Sprague, Tư lệnh mới của đội tàu sân bay. Máy bay của nó thực hiện các phi vụ tuần tra chiến đấu trên không và hỗ trợ; và vào ngày 16 tháng 9 đã tham gia bảo vệ trên không cho cuộc giải cứu một phi công bị bắn rơi chỉ cách bờ biển vịnh Wasile do đối phương kiểm soát vài trăm mét. Máy bay đã bay thấp để hỗ trợ cho đến khi hai xuồng phóng lôi đi đến giải cứu trong tầm hỏa lực bờ biển đối phương. Chiếc tàu sân bay được tiếp liệu tại Manus từ ngày 7 đến ngày 12 tháng 10, rồi lên đường để tham gia cuộc đổ bộ lên Leyte vào ngày 20 tháng 10.

### Trận chiến ngoài khơi Samar
Trong suốt bốn ngày đầu của cuộc tấn công, Fanshaw Bay hoạt động ngoài khơi Samar, tung ra các phi vụ tuần tra chiến đấu trên không, tuần tra chống tàu ngầm, trinh sát và rải truyền đơn tâm lý chiến, cũng như các cuộc không kích hỗ trợ trực tiếp lực lượng đổ bộ trên bờ. Được báo động về một lực lượng Nhật Bản hùng mạnh đang tiến đến gần vào sáng ngày 25 tháng 10, nó tung toàn bộ máy bay ra tấn công hạm đội đối phương, trong khi các tàu sân bay hộ tống rút lui để né tránh các tàu nổi đối phương có ưu thế áp đảo về số lượng, hỏa lực và tốc độ nhanh hơn vượt trội.
Chỉ sáu phút sau khi máy bay của nó cất cánh, Fanshaw Bay chịu đựng hỏa lực hải pháo từ các tàu tuần dương Nhật Bản; và cho dù được che chở bởi một cơn mưa rào nhiệt đới ngắn cũng như bởi màn khói ngụy trang do các tàu hộ tống thả, nó nhanh chóng bị bắn trúng. Khi bị bắn trúng phát đạn pháo thứ ba lúc 08 giờ 55 phút, nó đang là mục tiêu của hai tàu tuần dương và hai tàu khu trục đối phương, rồi một tàu khu trục thứ ba cùng tham dự không lâu sau đó, phóng ngư lôi nhắm vào nó nhưng Fanshaw Bay né tránh được. Trong suốt trận chiến, các tàu khu trục Hoa Kỳ đã chiến đấu anh dũng để bảo vệ các tàu sân bay, và đến 09 giờ 24 phút, hàng chiến trận của lực lượng Nhật Bản rút lui để tránh các cuộc không kích. Sau đó, các cuộc không kích của máy bay cảm tử Kamikaze đã tấn công và đánh chìm tàu sân bay St. Lo (CVE-63); hỏa lực phòng không của Fanshaw Bayđã chính xác khi bắn rơi một máy bay tự sát dự định đâm bổ xuống tàu sân bay Kitkun Bay (CVE-71). Trong khi lực lượng hộ tống được cho tách ra để cứu vớt những người sống sót của St. Lo, Fanshaw Bay rút lui một mình không được hộ tống về hướng Manus, đón nhận những máy bay từ các tàu chị em bị đánh chìm hay hư hại trong ngày hôm đó. Trong Trận chiến ngoài khơi Samar, một phần của cuộc Hải chiến vịnh Leyte, Fanshaw Bay chịu đựng bốn người tử trận và bốn người bị thương; nó được tặng danh hiệu Đơn vị Tuyên dương Tổng thống do thành tích nổi bật trong trận này và các hoạt động khác.
Fanshaw Bay được tiếp liệu tại Manus từ ngày 1 đến ngày 7 tháng 11, trước khi lên đường quay trở về San Diego ngang qua Trân Châu Cảng để sửa chữa những hư hại trong chiến đấu. Sau khi được huấn luyện ôn tập và làm nhiệm vụ tuần tra tại vùng biển quần đảo Hawaii, nó đi đến Ulithi vào ngày 14 tháng 3 năm 1945 để đón trở lại tàu đô đốc Sprague, giờ đây là Tư lệnh Đội tàu sân bay 26. Nó khởi hành vào ngày 21 tháng 3 để tham gia cuộc tấn công đổ bộ lên Okinawa, và máy bay của nó bắt đầu không kích chuẩn bị lên hòn đảo này bốn ngày sau đó. Con tàu đã hỗ trợ cho cuộc đổ bộ diễn ra vào ngày 1 tháng 4, và tiếp tục các phi vụ hàng ngày hỗ trợ lực lượng trên bộ tiến quân cho đến ngày 28 tháng 5, khi nó đi đến vịnh San Pedro, Philippines để tiếp liệu. Từ ngày 9 đến ngày 27 tháng 6, nó di chuyển ngoài khơi Sakishima Gunto, giữa Okinawa và Đài Loan, tung ra các cuộc không kích, rồi hỗ trợ trên không cho các hoạt động quét mìn tại biển Hoa Đông trong suốt tháng 7.
Sau khi ghé qua Guam và Eniwetok để nhận máy bay và tiếp liệu, Fanshaw Bay lên đường đi Adak, Alaska, và từ đây tham gia chiến dịch chiếm đóng khu vực phía Bắc Nhật Bản, cho đến khi nó quay về Trân Châu Cảng vào ngày 24 tháng 9, tiễn lên bờ Chuẩn đô đốc E. W. Litch, người đã thay phiên cho đô đốc Sprague trong khi diễn ra chiến dịch Okinawa. Nó đi đến vùng bờ Tây với hành khách là quân nhân Thủy quân Lục chiến vào ngày 3 tháng 11, và sau một chuyến đi đến vịnh Tokyo để hồi hương cựu quân nhân trở về San Diego, con tàu được cho xuất biên chế vào ngày 14 tháng 8 năm 1946 và đưa về lực lượng dự bị tại Tacoma, Washington. Con tàu bị bán để tháo dỡ vào ngày 26 tháng 9 năm 1959.

## Phần thưởng
Fanshaw Bay được tặng thưởng danh hiệu Đơn vị Tuyên dương Tổng thống cùng năm Ngôi sao Chiến trận do thành tích phục vụ trong Thế Chiến II.